# 공동저당
공동저당은 동일한 채권을 담보하기 위해 수 개의 부동산 위에 설정되는 저당권을 말한다.

## 법률적 성질
목적물의 수만큼 저당권이 성립하나 불가분적으로 결합되어 있어 어느 저당권에 의하여 전액의 변제를 받으면 다른 저당권도 소멸한다.

## 판례
- 공동저당의 목적인 채무자 소유의 부동산과 물상보증인 소유의 부동산 중 채무자 소유의 부동산에 대하여 먼저 경매가 이루어져 그 경매대금의 교부에 의하여 1번 공동저당권자가 변제를 받더라도, 채무자 소유의 부동산에 후순위저당권자는 제368조 제2항 후단에 의하여 1번 공동저당권자를 대위하여 물상보증인 소유의 부동산에 대하여 저당권을 행사할 수 없다.[1]